# 大福田寺
大福田寺（だいふくでんじ）は、三重県桑名市東方（ひがしかた）にある高野山真言宗の仏教寺院。

## 概要
山号は神宝山（神寶山）。院号は法皇院。本尊は阿弥陀如来。ほかに歓喜天（聖天）を祀り、日本三歓喜天（日本三大聖天）の一つに数えられている。毎年2月3日に節分祭が行われ、4月1日、2日に桑名聖天大祭が行われる。4月1日には小学校へ進学する児童が、男子は山伏、女子は神子に扮して山伏神子稚児行列が行われ、4月2日には重要無形民俗文化財の「伊勢大神楽」が奉納される。両日ともに柴燈護摩火渡りが行われる。
通称「桑名の聖天さん」と呼ばれている。

## 歴史
この寺の創建年代については正確ではないが、聖徳太子が開いたと伝えられ、鎌倉時代中期後宇多天皇の代に額田部実澄・忍性によって再興されたという。
当初は福田村にあり福田寺と称したが、足利尊氏から「大」の字を賜り、大福田寺と改められたという。
その後、戦国時代にたびたび兵火にあって焼失して寺運は衰えたが、1662年（寛文2年）、松平定重の援助を受けて現在地に再興された。
歓喜天は松平定信の寄進によるものとされる。
おみくじの他に200円の代金の護摩祈祷がある。

## 文化財

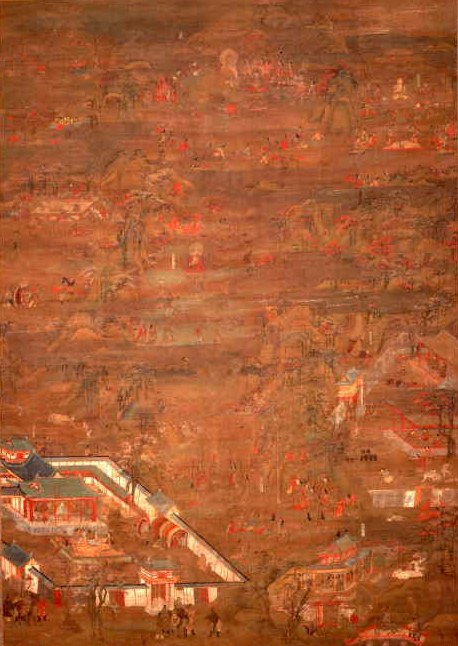
釈迦八相成道図

### 重要文化財
- 絹本著色釈迦八相成道図
- 勧進状 三条西実隆筆（附：絹本著色忍性上人像・絹本著色額田部実澄像）

### 三重県指定有形文化財
- 木造阿弥陀如来立像

## 所在地
- 三重県桑名市東方1426

## アクセス
- 近鉄名古屋線・JR関西本線・養老鉄道養老線：桑名駅より約450m。
- 東名阪自動車道：桑名ICより約3.3km。
- 国道1号：中央町交差点より約1km。